# Белградська Арена

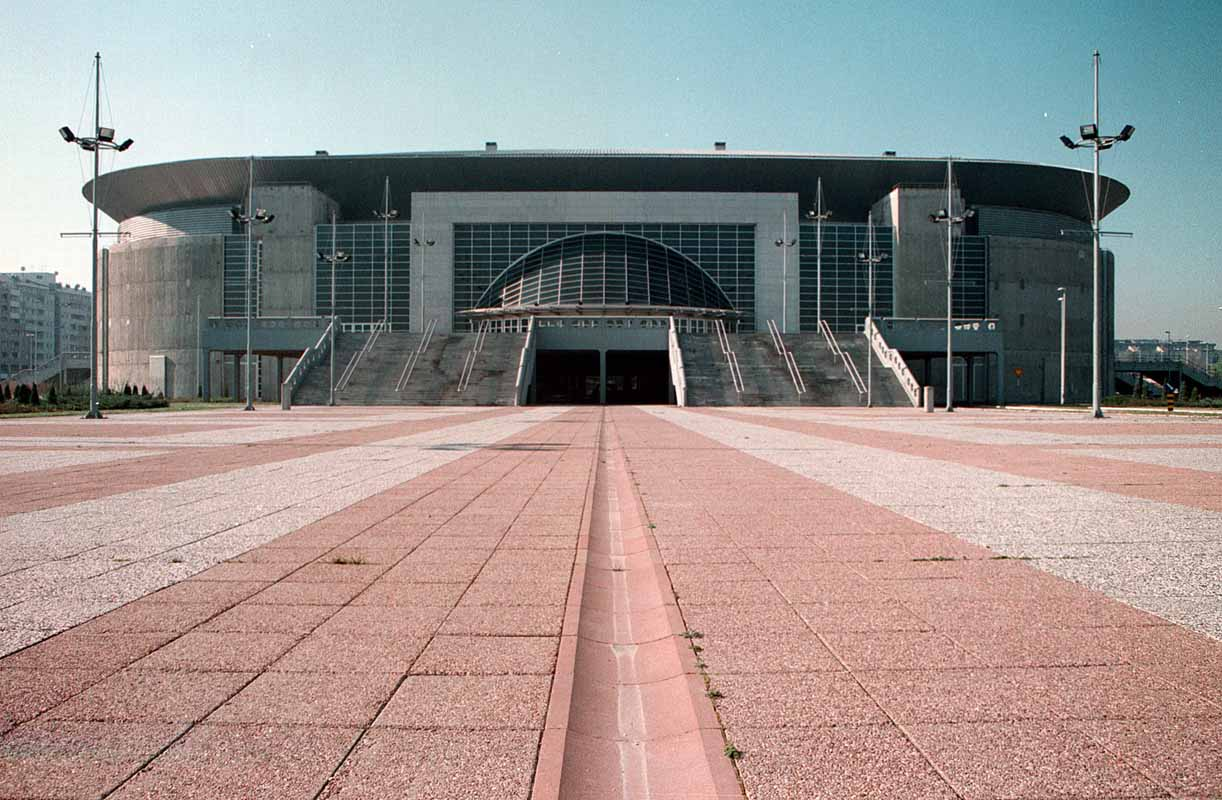
Белградська Арена

Белградська Арена (серб. Београдска арена / Beogradska arena) — одна з найбільших багатофункціональних спортивних арен Європи, розташована в Белграді. На цій арені проходило Євробачення 2008. Комплекс був відкритий 31 липня 2004 року. Вміщує 20 000 глядачів.

## Назви
- Белградська Арена (2004–2012)
- Комбанк Арена (2012–2017)
- Штарк Арена (2017–)